# Systematyka pandektowa
Systematyka pandektowa – systematyka norm prawa cywilnego opracowana na przełomie XVIII i XIX wieku przez niemieckich teoretyków prawa (pandektystów), zastosowana w licznych kodeksach cywilnych wydanych w XIX i XX wieku.
Pandektyści oparli się na systematyce Instytucji Justyniana (wyróżniającej prawo osobowe, rzeczowe i procesowe). Wyodrębnili część ogólną prawa cywilnego, do której zaliczyli normy regulujące podmioty prawa cywilnego oraz przedmioty: czynności prawne i rzeczy. W części szczegółowej znalazły się: prawo rzeczowe, prawo zobowiązań, prawo rodzinne oraz prawo spadkowe. Kolejność tych działów jest różnie podawana.
Systematyka ta nie spełnia zasad podziału logicznego, ponieważ stosuje różnorodne kryteria, jest jednak praktyczna. Zastosowano ją najpierw w konstruowaniu niemieckiego BGB z 1896 roku, będącego „wcieleniem teorii pandektów”, a następnie m.in. polskiego kodeksu cywilnego z 1964, zawierającego cztery księgi poświęcone czterem działom prawa cywilnego, z wyjątkiem prawa rodzinnego, skodyfikowanego w kodeksie rodzinnym i opiekuńczym.